# Nikku Olsen
Nikku Olsen (* 2. Januar 1974 in Qeqertarsuaq) ist ein grönländischer Politiker.

## Leben
Nikku Olsen ist der Zwillingsbruder des Künstlers, Musikers und Politikers Georg Olsen, der von 2003 bis 2005 im Inatsisartut saß. Er kandidierte erstmals bei der Parlamentswahl 2005 für die Inuit Ataqatigiit, erhielt aber nur 14 Stimmen.
2012 kündigte er die Gründung einer neuen Linkspartei mit dem Namen Ilorpiatta Akisunnera („Spiegelung unseres wahren Inneren“) an, da die Inuit Ataqatigiit sich laut ihm von ihrer früheren kommunistischen Haltung zu sehr in die Mitte bewegt hatte. Im Januar 2013 gründete er schließlich die Partii Inuit als neue nationalistische Linkspartei. Bei der Parlamentswahl 2013 gelang es ihm 60 % Stimmen seiner Partei zu erhalten sowie die viertmeisten Stimmen aller Kandidaten, womit die Partii Inuit zwei Parlamentssitze erhielt. Allerdings wurde Nikku Olsen für unwählbar erklärt und durfte seinen Parlamentssitz deswegen nicht annehmen. Lediglich 1995 war mit Jens Napaattooq bereits einmal ein direkt gewählter Kandidat zuvor für unwählbar erklärt worden. Nikku Olsen gab an, dass er 2005 seiner Frau eine Ohrfeige verpasst hatte und wegen eines Vergleichs nicht verurteilt worden war. Kurz darauf wurde bekannt, dass er sie vor den Augen ihrer Tochter mit Faustschlägen verprügelt hatte und deswegen eine Geldstrafe bezahlt hatte. In der Folge wurde auch die Regierungsbeteiligung der Partii Inuit im Kabinett Hammond I diskutiert, die auf Nikku Olsens Wahlerfolg zurückzuführen war. Bereits im Jahr darauf kam es zu Neuwahlen und Nikku Olsen kandidierte wieder für die Partii Inuit, konnte aber nur noch 176 Stimmen erzielen, womit die Partei aus dem Inatsisartut ausschied. 2015 gab er den Parteivorsitz an seinen Zwillingsbruder ab.
Bei der Parlamentswahl 2018 trat er für die Partii Naleraq an, nachdem die Partii Inuit aufgelöst worden war, erreichte aber nur noch 24 Stimmen. Bei der Parlamentswahl 2025 versuchte er ein Comeback für die Siumut, erhielt aber wieder nur 24 Stimmen. Bei der Kommunalwahl 2025 bewarb er sich um einen Platz im Rat der Kommune Kujalleq, erhielt aber nur 17 Stimmen.